# Vaccinium sericeum
Vaccinium sericeum là một loài thực vật có hoa trong họ Thạch nam. Loài này được (C. Mohr) E.J. Palmer miêu tả khoa học đầu tiên năm 1932.